# Alpen Cup w skokach narciarskich 1994/1995
Alpen Cup w skokach narciarskich 1994/1995 – 5. edycja Alpen Cupu, która rozpoczęła się 18 grudnia 1994 roku w Planicy, a zakończyła 12 marca 1995 w tej samej miejscowości. Rozegrano 4 konkursy.

## Kalendarz i wyniki
| Lp.                                        | Data                                       | Miejscowość                                | Punkt K                                    | 1. miejsce        | 2. miejsce            | 3. miejsce          |
| ------------------------------------------ | ------------------------------------------ | ------------------------------------------ | ------------------------------------------ | ----------------- | --------------------- | ------------------- |
| 1.                                         | 18 grudnia 1994                            | Planica                                    | K-90                                       | Nicolas Dessum    | Lucas Chevalier-Girod | Alexander Müller    |
| 2.                                         | 7 stycznia 1995                            | Chaux-Neuve                                | K-90                                       | Michael Uhrmann   | Jure Radelj           | Jaka Grosar         |
| 3.                                         | 4 lutego 1995                              | Predazzo                                   | K-90                                       | Primož Peterka    | Jaka Grosar           | Jure Radelj         |
| 4.                                         | 12 marca 1995                              | Planica                                    | K-90                                       | Karl-Heinz Dorner | Jaka Grosar           | Werner Schernthaner |
| Alpen Cup 1994/1995 – klasyfikacja końcowa | Alpen Cup 1994/1995 – klasyfikacja końcowa | Alpen Cup 1994/1995 – klasyfikacja końcowa | Alpen Cup 1994/1995 – klasyfikacja końcowa | Jaka Grosar       | Karl-Heinz Dorner     | Primož Peterka      |

## Klasyfikacja generalna
| Źródło  | Źródło              | Źródło | Źródło |
| Miejsce | Zawodnik            | Punkty |        |
| ------- | ------------------- | ------ | ------ |
| 1.      | Jaka Grosar         | 240    |        |
| 2.      | Karl-Heinz Dorner   | 200    |        |
| 3.      | Primož Peterka      | 179    |        |
| 4.      | Jure Radelj         | 161    |        |
| 5.      | Michael Uhrmann     | 140    |        |
| 6.      | Alexander Müller    | 105    |        |
| 7.      | Nicolas Dessum      | 100    |        |
| 7.      | Werner Schernthaner | 100    |        |
| 9.      | Martin Zimmermann   | 97     |        |
| 10.     | Mathias Witter      | 93     |        |
| ...     |                     |        |        |